# Victor Marec
Victor Marec, né le 5 novembre 1862 à Paris et mort le 2 février 1920 à Maisons-Alfort, est un peintre français.

## Biographie
Victor Blaise Marrec est le fils de Victor Charles Marrec, ébéniste, et d'Anastasie Eléontine Amicie Rotival, lingère.
Élève de Jean-Paul Laurens, il expose au Salon à partir de 1880.
En 1885, il obtient une troisième médaille, puis l'année suivante, le prix du Salon. À l'Exposition universelle de 1889 lui est décernée une médaille d'or.
En 1899, il épouse Marie Bové ; Gabriel Viardot et André Paul Arthur Massoulle sont témoins du mariage.
En 1906, il est décoré de la Légion d'honneur.
Il meurt à Maisons-Alfort, à l'âge de 57 ans.